# The Monkey
The Monkey er en amerikansk gyserfilm fra 2025, der er instrueret af Oz Perkins, der også har skrevet manuskriptet. Bogen er baseret på en novelle af Stephen King fra dennes novellesamling Skeleton Crew (på dansk udgivet som "Tågen og andre noveller").

## Handling
De to tvillingebrødre Hal og Bill finder en legetøjsabe blandt deres afdøde fars efterladenskaber, hvilket tilsyneladende medfører en række blodige dødsfald. Brødrene skiller sig af med aben, men da noget lignende sker flere år senere, beslutter de sig for at få aben til at forsvinde én gang for alle - og dermed sætte en stopper for genstandens mystiske kræfter.

## Medvirkende
- Theo James som Hal og Bill Shelburn
- Christian Convery som unge Hal og Bill
- Tatiana Maslany som Lois Shelburn, Hal og Bills mor
- Elijah Wood som Ted Hammerman
- Colin O'Brien som Petey, Hals søn
- Rohan Campbell som Ricky
- Sarah Levy som Ida, Hal og Bills tante
- Adam Scott som kaptajn Petey Shelburn, Hal og Bills fraværende far
- Oz Perkins som Chip, Hal og Bills onkel

## Modtagelse

### USA
På det amerikanske websted Rotten Tomatoes, der opsummerer amerikanske mediers filmanmeldelser, var 88 % af de 56 indsamlede anmeldelser positive med en gennemsnitlig vurdering på 7,2 ud af 10 mulige point.

### Danmark
Filmmagasinet Ekko gav filmen fire stjerner og kaldte den en galgenhumoristisk splatstick-gyser med effekter, der var så groteske, "at man måber og udstøder forfærdede gisp". Anmeldelsen fremhævede også Elijah Woods (kendt fra Tolkienfilmenes Frodo) markante birolle som excentrisk plejefar.